# Leposlovje
Leposlóvje (besédna umétnost ali beletrístika) so tista književna dela, ki uresničujejo umetniški namen. Gre torej za področje umetnosti, pri kateri je jezik izrazno sredstvo. Drug segment književnosti je neumetniška književnost; le-ta uporablja jezik zgolj kot sredstvo za podajanje strokovnih, verskih, političnih in podobnih vsebin (razprave, članki ...).
Za leposlovno delo so bistvene tri razsežnosti:
- estetska (pri bralcu želi doseči estetsko ugodje),
- spoznavna (podaja spoznanja o življenju, svetu ...),
- nravstvena (podaja vrednote, ideološka izhodišča ...).

Najvišja oziroma najkakovostnejša oblika leposlovja je klasika, ki zgornje tri razsežnosti vplete na umetelen način v skladno celoto. 

## Oblike leposlovnih del
Vsako leposlovno delo podaja neko vsebino, ki pa ne obstaja sama po sebi, marveč je oblikovana v neko strukturo. Glede na zgradbo leposlovnega dela ločimo 3 književne vrste, znotraj katerih so nadalje številne književne zvrsti:
- pesništvo ali lirika (gre za vezano besedo, kjer prevladujeta čustvena in miselna razsežnost),
- pripovedništvo ali epika (nevezana, redkeje vezana beseda, kjer prevladuje snovna komponenta),
- dramatika (le del dogajanja je ubeseden, vsebuje še neverbalno dogajanje).